# Фонтне ле Конт
Фонтне ле Конт (фр. Fontenay-le-Comte) насеље је и општина у западној Француској у региону Лоара, у департману Вандеја која припада префектури Фонтне ле Конте.
По подацима из 2011. године у општини је живело 14.204 становника, а густина насељености је износила 417,15 становника/km². Општина се простире на површини од 34,05 km². Налази се на средњој надморској висини од 24 m метара (максималној 68 m, а минималној 2 m).
У овом селу се родио Франсоа Вијет.

## Демографија
| 1962.  | 1968.  | 1975.  | 1982.  | 1990.  | 1999.  | 2011.  |
| ------ | ------ | ------ | ------ | ------ | ------ | ------ |
| 11.520 | 12.939 | 15.275 | 15.295 | 14.456 | 13.792 | 14.204 |

График промене броја становника у току последњих година